# Udo von Tresckow

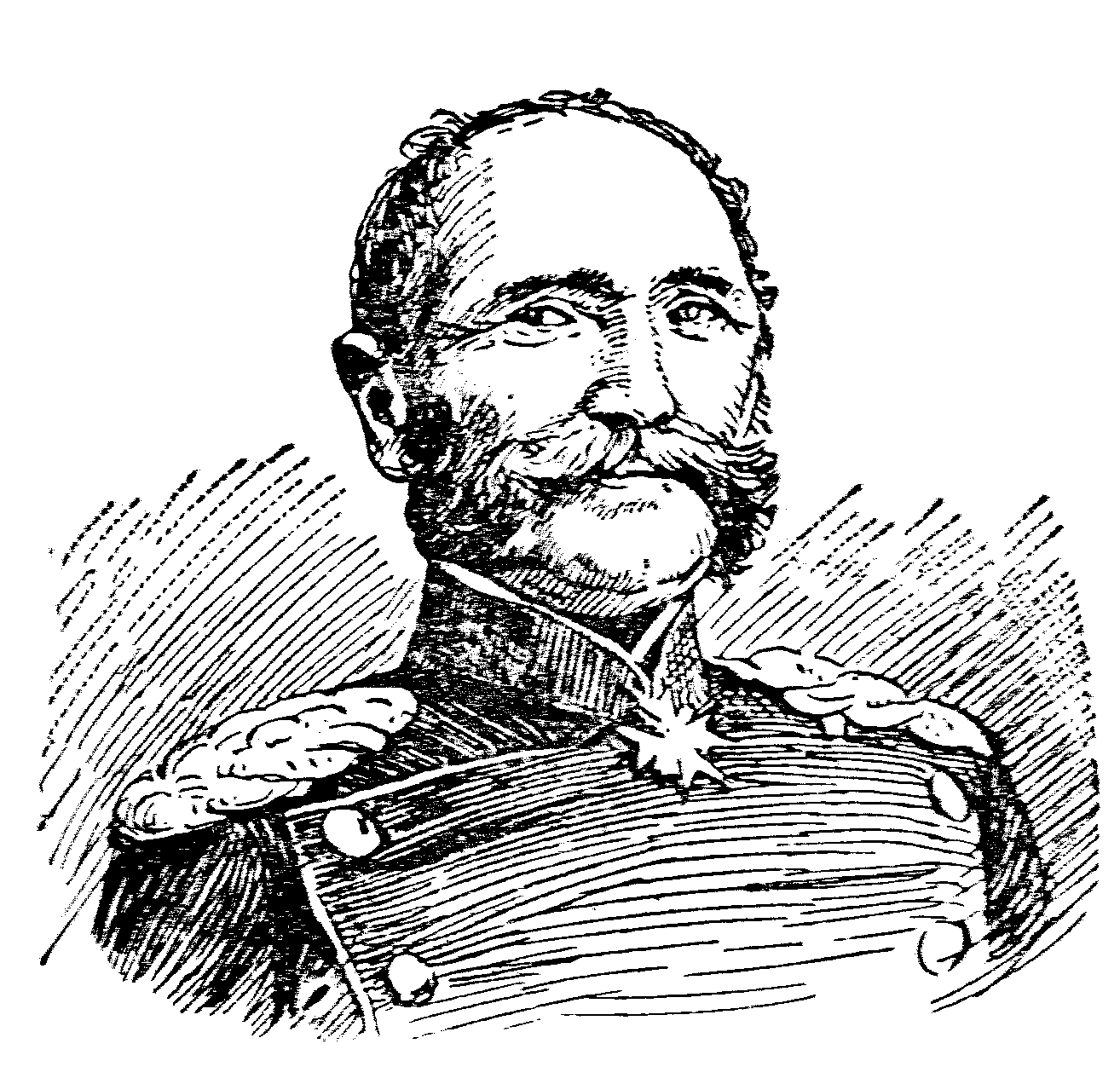
General Udo von Tresckow II.

Hans Ludwig Udo von Tresckow (* 7. April 1808 in Jerichow; † 19. Januar 1885 in Stünzhain) war ein preußischer General der Infanterie.

## Leben

### Herkunft
Er stammt aus dem Adelsgeschlecht Tresckow und war ein Sohn des preußischen Oberstleutnants a. D. Karl August von Tresckow (* 27. August 1779 in Neuermark; † 18. Oktober 1845 in Minden) und dessen Ehefrau Wilhelmine Charlotte Amalie, geborene Gräfin Henckel von Donnersmarck, geschiedene von Gansauge (* 5. März 1777 in Groß-Salze; † 22. Dezember 1847 in Burg). Der spätere preußische Generalleutnant Alexander von Tresckow (1805–1878) war sein Bruder.

### Militärkarriere
Tresckow war von 1818 bis Mitte April 1822 Kadett in Potsdam und in Berlin. Anschließend kehrte er auf das elterliche Gut zurück und trat am 26. November 1824 in die 4. Jägerabteilung der Preußischen Armee ein. Dort wurde er 1829 zum Sekondeleutnant und 1846 zum Premierleutnant befördert und stieg zwischenzeitlich im Februar 1835 zum Adjutant auf. Am 27. November 1848 folgte mit seiner Beförderung zum Hauptmann seine Ernennung zum Kompaniechef im 3. Jäger-Bataillon. Nach weiteren Verwendungen erhielt Tresckow von 1856 bis 1864 das Kommando über das sachsen-altenburgische Truppenkontingent. Im Anschluss daran wurde er als Oberst Kommandeur des Infanterie-Regiments Nr. 53, das er im 1864 im Krieg gegen Dänemark führte. Auch im Deutschen Krieg 1866 befehligte er das Regiment und wurde am 8. Juli 1866 Kommandeur der kombinierten Garde-Infanteriebrigade beim II. Reserve-Armee-Korps. Tresckow kämpfte dabei während des Mainfeldzuges bei Dermbach, Kissingen und Aschaffenburg. Nach der Besetzung Sachsens formierte er in Leipzig die preußische Division des II. Reserve-Armee-Korps und besetzte unter dem Oberbefehl des Großherzogs Friedrich Franz II. von Mecklenburg-Schwerin Bayern.
Am 30. Oktober 1866 wurde er Kommandeur der 33. Infanterie-Brigade in der Hansestadt Hamburg. Zu Beginn des Krieges gegen Frankreich übernahm Tresckow 1870 das Kommando der 1. Landwehr-Division und wurde kurz darauf am 13. August Kommandeur der 1. Reserve-Division im Korps Werder, mit der er an der Belagerung von Straßburg teilnahm. Danach leitete er die Belagerung von Belfort, das er jedoch nicht einnehmen konnte, so dass diese Festung erst nach dem Waffenstillstand ehrenvoll kapitulierte. Im Januar 1871 wurde er zum Generalleutnant befördert und am 17. Februar 1871 mit dem Orden Pour le Mérite ausgezeichnet, nachdem er bereits vorher beide Klassen des Eisernen Kreuzes erhalten hatte.
Nach dem Friedensschluss erhielt Tresckow das Kommando über die 2. Division und am 3. April 1875 folgte seine Stellung à la suite des 7. Thüringischen Infanterie-Regiments Nr. 96. Tresckow wurde am 12. Mai 1875 mit dem Charakter als General der Infanterie und unter Belassung in seiner Stellung à la suite des Infanterie-Regiments Nr. 96 mit Pension zur Disposition gestellt. Er verstarb in Stünzhain bei Altenburg.

### Auszeichnungen
Neben dem Pour le Mérite hatte Tresckow für seine Leistungen weitere Orden und Ehrenzeichen erhalten. Er war u. a. Ritter I. Klasse mit Eichenlaub und Schwertern am Ringe des Roten Adlerordens, Großkreuz des Herzoglich Sachsen-Ernestinischen Hausordens und des Albrechts-Ordens sowie Komtur I. Klasse des Militär-Karl-Friedrich-Verdienstordens und des Bayerischen Militärverdienstordens.
1864 erhielt er die Ehrenbürgerwürde der Stadt Altenburg.

### Familie
Tresckow hatte sich am 6. Oktober 1836 in Nordhausen mit Julie Friederike Hermine Belz (1816–1884) verheiratet. Sie war die Tochter des Stadtverordneten in Nordhausen Johann Friedrich Belz. Aus der Ehe ging die Tochter Wilhelmine Alwine (* 1838) hervor, sie lebte als Stiftsdame in Stünzheim bei Altenburg.